# Vlag van Minnertsga

Vlag van Minnertsga

De vlag van Minnertsga is de dorpsvlag van het Nederlandse dorp Minnertsga, in de Friese gemeente Waadhoeke. De vlag werd in 2003 geregistreerd. Het ontwerp van de vlag is van de hand van R. J. Broersma.

## Beschrijving
De beschrijving van de vlag is als volgt:
Vijf lengtebanen, blauw, geel, groen, wit en blauw, in een verhouding van 1 : 1 : 2 : 1 : 1; een rode broekingsdriehoek, met de punt op het vlagmidden; de broekingsdriehoek belegd met een gele korenschoof.
De kleuren zijn afkomstig van het dorpswapen.

## Symboliek
- Kleurstelling: ontleend aan de vlaggen van de voormalige gemeenten Barradeel en het Bildt.[3]
- Broekingsdriehoek: rood gekleurd om aan te geven dat het dorp "nieuw" binnen de gemeente het Bildt was.[3]

Korenschoof: afkomstig van het wapen van de gemeente Barradeel waar Minnertsga eerder onderdeel van was.